# Infectieziektenwet
De Infectieziektenwet was in Nederland van kracht van 11 juni 1998 tot 1 december 2008. Ze is op die datum vervangen door de Wet publieke gezondheid.    
De Infectieziektenwet had als doel om "vanuit het oogpunt van de volksgezondheid noodzakelijke voorzieningen te treffen ter afwending van de gevaren die voortvloeien uit het optreden van infectieziekten bij mensen". De wet verving de oude Wet Bestrijding Infectieziekten en Opsporing Ziekteoorzaken (Wet BIOZ) uit 1928. Mede vanwege soms grote verschillen in de lokale situatie en de lokale afspraken die gemaakt moeten worden is de infectieziektenbestrijding een gemeentetaak.
De wet gold niet voor alle infectieziekten maar voor een beperkt aantal ziekten die in de wet worden genoemd.
Voor deze infectieziekten werden de volgende zaken beschreven:
- wijze van melding
- maatregelen met betrekking tot een lijder aan een van deze ziekten,
- financiële bepalingen
- landelijke aansturing bij de bestrijding van een aantal infectieziekten
- overige bepalingen.

## Onderdeel Wet publieke gezondheid
Qua infectieziekten veranderde er in 2008 weinig met de nieuwe Wet publieke gezondheid; wel werd het aantal meldingsplichtige ziekten verhoogd van 35 naar 42 en kreeg de overheid meer bevoegdheden om op te treden. Nieuw is dat het hoofd van het laboratorium én de arts die de diagnose stelt van een van de Groep A-C ziekten deze moeten melden bij de GGD. De groep B ziekten wordt voortaan verdeeld in 2 subgroepen. De groep C ziekten staan niet meer in de wet maar worden opgenomen in een Algemene Maatregel van Bestuur (AMvB).

## Meldingsplicht
Als een arts een ziekte uit groep A vermoedt of vaststelt moet dit zo snel mogelijk worden gemeld bij de plaatselijke Gemeentelijke Gezondheidsdienst (GGD).
Ziekten uit groep B moeten bij vaststelling binnen 24 uur worden gemeld bij de lokale GGD. Voor het vaststellen is het niet verplicht de verwekker aan te tonen. Als bijvoorbeeld een behandeling wordt gestart van een ziekte uit groep A of B is daarmee de diagnose gesteld en moet de behandelende arts de patiënt melden.
Als een arts een ziekte uit groep B vermoedt bij iemand die weigert zich te laten onderzoeken waarbij een ernstig risico voor de volksgezondheid ontstaat, moet dit binnen 24 uur worden gemeld. Bij de melding moet naast de betreffende ziekte de naam, adres, geslacht, geboortedatum, burgerservicenummer en de verblijfplaats van de betrokken persoon worden gemeld. Verder moeten onder meer de manier waarop de diagnose is gesteld, een aantal andere medische gegevens en of de patiënt betrokken is bij de voedselproductie of verpleging/verzorging worden gemeld. 
Naast deze verplichte melding door de arts moet het hoofd van het laboratorium ook de melding doen bij het vaststellen van een verwekker van een de meldingsplichtige ziekten. Deze laboratoriummelding omvat de naam van de arts ook de naam van de patiënt, de geboortedatum en het burgerservicenummer. De GGD kan eventueel nog nader onderzoek bij het laboratorium aanvragen.
Naast deze ziekten moet het hoofd van een instellingen waar kwetsbare groepen mensen verblijven (verzorgingshuis, kinderopvang e.d.) ieder ongewoon aantal patiënten melden met een ziekte waarbij een infectieziekte wordt vermoed, maar zeker in geval van diarree, geelzucht, huiduitslag of ernstige ziekten.
De GGD geeft de meldingen die binnenkomen officieel door aan een Inspecteur die werkzaam is bij het Staatstoezicht op de volksgezondheid. In de praktijk is dit gedelegeerd aan het Centrum Infectieziektebestrijding (CIB) dat bij het RIVM is ondergebracht. Sinds enkele jaren wordt dit geanonimiseerd gedaan via internet over een versleutelde verbinding. Ook de GGD moet binnen een bepaalde tijd de melding hebben doorgegeven aan het CIB.

## Mogelijke maatregelen
De burgemeester kan indien nodig op basis van artikel 31 voor een kleine groep ziekten gedwongen isolatie of zelfs gedwongen onderzoek opleggen na advies van de GGD als de (vermoedelijke) patiënt medewerking weigert en een ernstig gevaar voor anderen oplevert. Voor onderzoek in het lichaam tegen de wil van de patiënt is een rechterlijke machtiging nodig.
De patiënt die medewerking weigert krijgt bij het uitreiken van de beschikking tot gedwongen isolatie of onderzoek een advocaat toegewezen. De burgemeester is verplicht de officier van justitie in te lichten die vervolgens bij de rechtbank een machtiging ter voortzetting van de isolatie of onderzoek vraagt.
Het gaat hier dus niet om een gedwongen psychiatrische opname op grond van de Wet verplichte ggz.

## Financiële bepalingen
De gemeenten dragen de kosten die verbonden zijn aan maatregelen die in deze wet staan opgesomd. Er is voor de gemeente de mogelijkheid om kosten te verhalen op de patiënt tegen wie dwangmaatregelen zijn getroffen.

## Landelijke aansturing
De minister stuurt de bestrijding aan van een epidemie of dreiging daarvan voor ziekten uit groep A en doet dat ook voor ziekten uit groep B1 en B2 als de burgemeester daartoe verzoekt. Indien nodig kan de burgemeester een aanwijzing worden gegeven over de bestrijding van ziekten als er onvoldoende maatregelen worden getroffen en ernstig gevaar voor de volksgezondheid dreigt. De Landelijke coördinatiestructuur infectieziektenbestrijding (LCI) kan draaiboeken maken waarin staat beschreven hoe een infectieziekte moet worden bestreden. De gemeenten kan door de minister worden verplicht om volgens deze methode te werken.

## Overige maatregelen
Indien van toepassing kan de burgemeester bij ernstig gevaar voor de volksgezondheid een gebied of gebouw sluiten of laten ontsmetten. Ook kan de burgemeester voor zover van nut tegen schadeloosstelling goederen laten vernietigen. Ook hiervoor is een advies vereist van de GGD. Patiënten die zich onttrekken aan de opgelegde maatregel kunnen worden gestraft met een gevangenisstraf van maximaal 6 maanden tot 4 jaar. De arts die een infectieziekte niet meldt, kan een boete van maximaal € 3700 (tweede categorie) worden opgelegd (art. 66).